# Грб Милића
Грб Милића је званични грб српске општине Милићи. Грб је усвојен 29. децембра 2005. године.
Симбол општине је једноставан и има облик средњовјековног штита са садржајним хералдистичким симболима.

## Опис грба
Грб Милића је у сребрном наранџасти снижени рог изнад плавог уског сниженог рога из којег излазе сребрни рударски чекићи те у плавом заглављу сребрена запорница. Црвенкаста тинктура грба у оригиалном опису назива се „загаситонаранчаста“ и представља боју боксита, који је од кључне важности за локалну индустрију. Запорница (хералдички лик греде из које виси три или више огранака) у заглављу штита представља мост, рударски чекићи, наравно, рударску традицију. Плави рог представља природна богатства општине. Бијело поље симболизује еколошку чистоћу.
Грб је касније дјелимично модификован, тако да се умјесто „загаситонаранчасте“ боје, данас на грбу користи црвена боја.
Застава није прописана, али је забиљежена употреба заставе једнаке "загаситонаранчасте" боје с грбом у средини. Чини се да се необична нијанса наранчасте чешће него не замијењује тамно црвеном.